# Dolophilodes orientalis
Dolophilodes orientalis är en nattsländeart som beskrevs av Martynov 1934. Dolophilodes orientalis ingår i släktet Dolophilodes och familjen stengömmenattsländor. Inga underarter finns listade i Catalogue of Life.